# Zdenka Kovačiček (album iz 1999)
Zdenka Kovačiček (album iz 1999) je šesti studijski album hrvatske džez i rok pevačice Zdenke Kovačiček, koji je 1999. objavila diskografska kuća Croatia Records.
Autor muzike na albumu je Marko Tomasović, a kao veliki hit izdvaja se kompozicija "Ja sam žena (za sva vremena)".

## Popis peesama
1. "Čekam te"
2. "Gdje ljubav putuje"
3. "Kao nada"
4. "Ako me trebaš"
5. "Jednom za kraj"
6. "Ja želim biti voljena"
7. "Ja sam žena"
8. "Skrivena u samoći"
9. "Nisam ti bila jedna"
10. "Kad zatvoriš oči"